# The Dragnet (film 1916)
The Dragnet è un cortometraggio muto del 1916 diretto da Frank Beal. Prodotto dalla Selig e sceneggiato da Willard Mack, aveva come interpreti Harry Mestayer, Wheeler Oakman, Al W. Filson, Vivian Reed.

## Produzione
Il film fu prodotto dalla Selig Polyscope Company.

## Distribuzione
Distribuito dalla General Film Company, il film - un cortometraggio in tre bobine - uscì nelle sale cinematografiche statunitensi il 7 febbraio 1916.